# کوکسیژد
شهر کوکسیژد (به فرانسوی: Koksijde) در شهرستان ورن در استان فلاندری غربی در منطقه فلاندری در کشور بلژیک واقع شده‌است.

## نگارخانه

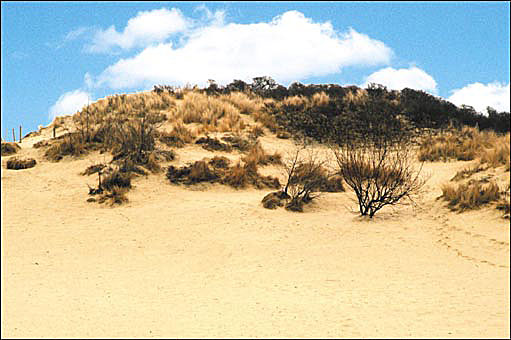
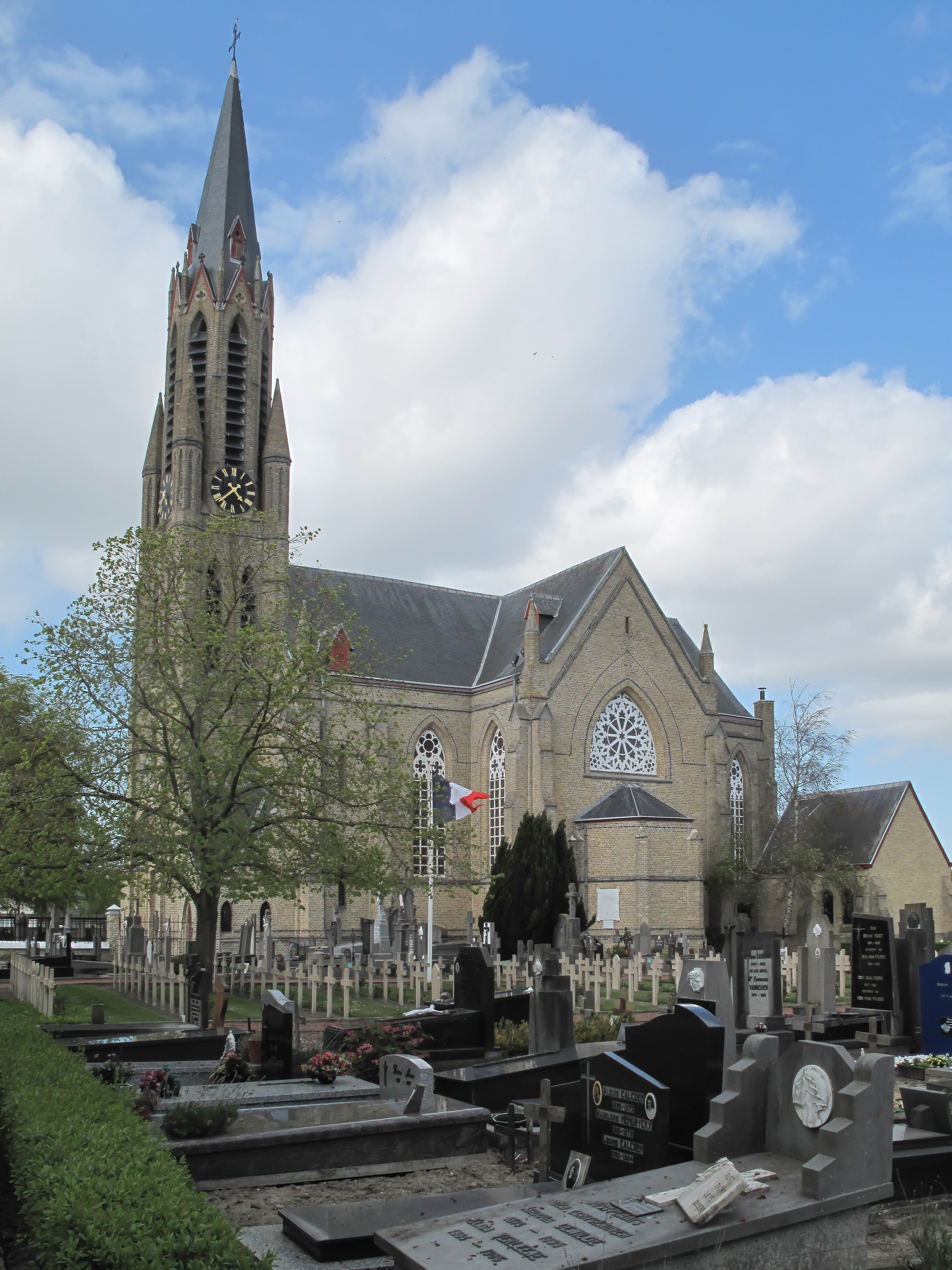
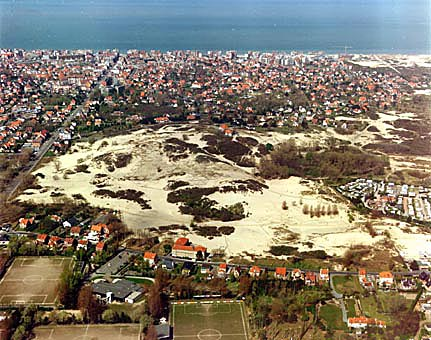